# 双清区
双清区是中国湖南省邵阳市所辖的一个市辖区。区域总面积为139.6平方公里，常住总人口約32万人。区人民政府駐寶慶東路。

## 行政区划
双清区下辖9个街道办事处、2个镇、1个乡：
兴隆街道、龙须塘街道、汽车站街道、小江湖街道、东风路街道、桥头街道、滨江街道、石桥街道、爱莲街道、高崇山镇、渡头桥镇和火车站乡。

## 人口民族
根據第七次人口普查數據，截至2020年11月1日零時，雙清區常住人口為317283人。